# Copa América 1942
De Copa América 1942 (eigenlijk Zuid-Amerikaans voetbalkampioenschap 1942, want de naam Copa América wordt pas vanaf 1975 gedragen) was een toernooi gehouden in Montevideo, Uruguay van 10 januari tot 7 februari 1942.
De deelnemende landen waren Argentinië, Brazilië, Chili, Ecuador, Paraguay, Peru en Uruguay. Dit maakte het eerste toernooi met zeven deelnemers.
Bolivia en Colombia trokken zich terug.

## Deelnemende landen
| Land           | Aantal deelnames | Huidig aantal deelnames op rij | Vorige deelname |
| -------------- | ---------------- | ------------------------------ | --------------- |
| Argentinië (t) | 16de             | 2                              | 1941            |
| Brazilië       | 11de             | 1                              | 1937            |
| Chili          | 12de             | 5                              | 1941            |
| Ecuador        | 3de              | 3                              | 1941            |
| Paraguay       | 10de             | 1                              | 1939            |
| Peru           | 7de              | 7                              | 1941            |
| Uruguay (g)    | 16de             | 8                              | 1941            |

- (g) = gastland
- (t) = titelverdediger

## Stadion
| Montevideo                            | · Montevideo |
| Estadio Centenario Capaciteit: 65.235 | · Montevideo |
|                                       | · Montevideo |

## Scheidsrechters
De organisatie nodigde in totaal 6 scheidsrechters uit voor 16 duels. Tussen haakjes staat het aantal gefloten duels tijdens de Copa América 1942.

## Eindstand
| Land       | Wed | Win | Gel | Ver | DV | DT | +/− | Pnt |
| ---------- | --- | --- | --- | --- | -- | -- | --- | --- |
| Uruguay    | 6   | 6   | 0   | 0   | 21 | 2  | +19 | 12  |
| Argentinië | 6   | 5   | 0   | 1   | 21 | 6  | +15 | 10  |
| Brazilië   | 6   | 3   | 1   | 2   | 15 | 7  | +8  | 7   |
| Paraguay   | 6   | 2   | 2   | 2   | 11 | 10 | +1  | 6   |
| Peru       | 6   | 1   | 2   | 3   | 5  | 10 | –5  | 4   |
| Chili      | 6   | 1   | 1   | 4   | 4  | 15 | –11 | 3   |
| Ecuador    | 6   | 0   | 0   | 6   | 4  | 31 | –27 | 0   |

## Wedstrijden
Elk land moest één keer tegen elk ander land spelen. De puntenverdeling was als volgt:
- Twee punten voor winst
- Eén punt voor gelijkspel
- Nul punten voor verlies

|                                    |                                                                       |       |              |                                                                      |
| 10 januari 1942 «onderlinge duels» | Uruguay                                                               | 6 – 1 | Chili        | Estadio Centenario, Montevideo Scheidsrechter: José Bartolomé Macías |
| 10 januari 1942 «onderlinge duels» | L. E. Castro 7', 76' O. Varela 12' Ciocca 15' Contreras 37' Porta 54' |       | Contreras 1' | Estadio Centenario, Montevideo Scheidsrechter: José Bartolomé Macías |

|                                    |                                             |       |                             |                                                                    |
| 11 januari 1942 «onderlinge duels» | Argentinië                                  | 4 – 3 | Paraguay                    | Estadio Centenario, Montevideo Scheidsrechter: José Ferreira Lemos |
| 11 januari 1942 «onderlinge duels» | Sandoval 9' Masantonio 30', 47' Perucca 88' |       | Sánchez 59' Aveiro 75', 86' | Estadio Centenario, Montevideo Scheidsrechter: José Ferreira Lemos |

|                                    |                                                   |       |               |                                                              |
| 14 januari 1942 «onderlinge duels» | Brazilië                                          | 6 – 1 | Chili         | Estadio Centenario, Montevideo Scheidsrechter: Aníbal Tejada |
| 14 januari 1942 «onderlinge duels» | Patesko 1', 78' Pirillo 23', 63', 86' Cláudio 66' |       | Domínguez 35' | Estadio Centenario, Montevideo Scheidsrechter: Aníbal Tejada |

|                                    |                             |       |              |                                                               |
| 17 januari 1942 «onderlinge duels» | Argentinië                  | 2 – 1 | Brazilië     | Estadio Centenario, Montevideo Scheidsrechter: Enrique Cuenca |
| 17 januari 1942 «onderlinge duels» | E. García 3' Masantonio 27' |       | Servílio 37' | Estadio Centenario, Montevideo Scheidsrechter: Enrique Cuenca |

|                                    |                                                                 |       |         |                                                                       |
| 18 januari 1942 «onderlinge duels» | Uruguay                                                         | 7 – 0 | Ecuador | Estadio Centenario, Montevideo Scheidsrechter: Marcos Gerinaldo Rojas |
| 18 januari 1942 «onderlinge duels» | Zapirain 1' Gambetta 13' S. Varela 16', 24', 29' Porta 23', 42' |       |         | Estadio Centenario, Montevideo Scheidsrechter: Marcos Gerinaldo Rojas |

|                                    |             |       |               |                                                                      |
| 18 januari 1942 «onderlinge duels» | Paraguay    | 1 – 1 | Peru          | Estadio Centenario, Montevideo Scheidsrechter: José Bartolomé Macías |
| 18 januari 1942 «onderlinge duels» | Barrios 35' |       | Magallanes 1' | Estadio Centenario, Montevideo Scheidsrechter: José Bartolomé Macías |

|                                    |                 |       |               |                                                                       |
| 21 januari 1942 «onderlinge duels» | Brazilië        | 2 – 1 | Peru          | Estadio Centenario, Montevideo Scheidsrechter: Marcos Gerinaldo Rojas |
| 21 januari 1942 «onderlinge duels» | Amorim 43', 56' |       | Fernández 73' | Estadio Centenario, Montevideo Scheidsrechter: Marcos Gerinaldo Rojas |

|                                    |                      |       |       |                                                                    |
| 22 januari 1942 «onderlinge duels» | Paraguay             | 2 – 0 | Chili | Estadio Centenario, Montevideo Scheidsrechter: José Ferreira Lemos |
| 22 januari 1942 «onderlinge duels» | Barrios Baudo Franco |       |       | Estadio Centenario, Montevideo Scheidsrechter: José Ferreira Lemos |

|                                    | |        |         |                                                            |
| 22 januari 1942 «onderlinge duels» | Argentinië                                                                                          | 12 – 0 | Ecuador | Estadio Centenario, Montevideo Scheidsrechter: Manuel Soto |
| 22 januari 1942 «onderlinge duels» | E. García 2' Moreno 12', 16', 22', 32', 89' Pedernera 25' Masantonio 54', 65', 68', 70' Perucca 88' |        |         | Estadio Centenario, Montevideo Scheidsrechter: Manuel Soto |

|                                    |               |       |          |                                                                       |
| 24 januari 1942 «onderlinge duels» | Uruguay       | 1 – 0 | Brazilië | Estadio Centenario, Montevideo Scheidsrechter: Marcos Gerinaldo Rojas |
| 24 januari 1942 «onderlinge duels» | S. Varela 32' |       |          | Estadio Centenario, Montevideo Scheidsrechter: Marcos Gerinaldo Rojas |

|                                    |                                        |       |             |                                                            |
| 25 januari 1942 «onderlinge duels» | Paraguay                               | 3 – 1 | Ecuador     | Estadio Centenario, Montevideo Scheidsrechter: Manuel Soto |
| 25 januari 1942 «onderlinge duels» | Baudo Franco 5' Mingo 57' Ibarrola 62' |       | Jiménez 46' | Estadio Centenario, Montevideo Scheidsrechter: Manuel Soto |

|                                    |                             |       |               |                                                              |
| 25 januari 1942 «onderlinge duels» | Argentinië                  | 3 – 1 | Peru          | Estadio Centenario, Montevideo Scheidsrechter: Aníbal Tejada |
| 25 januari 1942 «onderlinge duels» | Heredia 12' Moreno 65', 72' |       | Fernández 17' | Estadio Centenario, Montevideo Scheidsrechter: Aníbal Tejada |

|                                    |                              |       |             |                                                              |
| 28 januari 1942 «onderlinge duels» | Peru                         | 2 – 1 | Ecuador     | Estadio Centenario, Montevideo Scheidsrechter: Aníbal Tejada |
| 28 januari 1942 «onderlinge duels» | Quiñónez 32' Luis Guzmán 62' |       | Jiménez 52' | Estadio Centenario, Montevideo Scheidsrechter: Aníbal Tejada |

|                                    |                                   |       |             |                                                               |
| 28 januari 1942 «onderlinge duels» | Uruguay                           | 3 – 1 | Paraguay    | Estadio Centenario, Montevideo Scheidsrechter: Enrique Cuenca |
| 28 januari 1942 «onderlinge duels» | S. Varela 9' Porta 26' Ciocca 65' |       | Barrios 58' | Estadio Centenario, Montevideo Scheidsrechter: Enrique Cuenca |

|                                    |            |       |       |                                                               |
| 31 januari 1942 «onderlinge duels» | Argentinië | 0 – 0 | Chili | Estadio Centenario, Montevideo Scheidsrechter: Enrique Cuenca |
| 31 januari 1942 «onderlinge duels» |            |       |       | Estadio Centenario, Montevideo Scheidsrechter: Enrique Cuenca |

|                                    |                                           |       |                    |                                                                      |
| 31 januari 1942 «onderlinge duels» | Brazilië                                  | 5 – 1 | Ecuador            | Estadio Centenario, Montevideo Scheidsrechter: José Bartolomé Macías |
| 31 januari 1942 «onderlinge duels» | Tim 10' Pirillo 12', 29', 76' Zizinho 60' |       | Alvarez 19' (pen.) | Estadio Centenario, Montevideo Scheidsrechter: José Bartolomé Macías |

|                                    |                                          |       |      |                                                                      |
| 1 februari 1942 «onderlinge duels» | Uruguay                                  | 3 – 0 | Peru | Estadio Centenario, Montevideo Scheidsrechter: José Bartolomé Macías |
| 1 februari 1942 «onderlinge duels» | Chirimini 47' L. E. Castro 54' Porta 77' |       |      | Estadio Centenario, Montevideo Scheidsrechter: José Bartolomé Macías |

|                                    |                            |       |            |                                                                       |
| 5 februari 1942 «onderlinge duels» | Chili                      | 2 – 1 | Ecuador    | Estadio Centenario, Montevideo Scheidsrechter: Marcos Gerinaldo Rojas |
| 5 februari 1942 «onderlinge duels» | Domínguez 20' Armingol 42' |       | Alcívar 5' | Estadio Centenario, Montevideo Scheidsrechter: Marcos Gerinaldo Rojas |

|                                    |            |       |                  |                                                                      |
| 5 februari 1942 «onderlinge duels» | Brazilië   | 1 – 1 | Paraguay         | Estadio Centenario, Montevideo Scheidsrechter: José Bartolomé Macías |
| 5 februari 1942 «onderlinge duels» | Zizinho 5' |       | Baudo Franco 23' | Estadio Centenario, Montevideo Scheidsrechter: José Bartolomé Macías |

|                                    |       |       |      |                                                                      |
| 7 februari 1942 «onderlinge duels» | Chili | 0 – 0 | Peru | Estadio Centenario, Montevideo Scheidsrechter: José Bartolomé Macías |
| 7 februari 1942 «onderlinge duels» |       |       |      | Estadio Centenario, Montevideo Scheidsrechter: José Bartolomé Macías |

|                                    |              |       |            |                                                                       |
| 7 februari 1942 «onderlinge duels» | Uruguay      | 1 – 0 | Argentinië | Estadio Centenario, Montevideo Scheidsrechter: Marcos Gerinaldo Rojas |
| 7 februari 1942 «onderlinge duels» | Zapirain 57' |       |            | Estadio Centenario, Montevideo Scheidsrechter: Marcos Gerinaldo Rojas |

|                    |
| Vlag van Uruguay   |
| URUGUAY 8ste titel |

## Doelpuntenmakers
7 doelpunten
- Masantonio
- Moreno

6 doelpunten
- Pirillo

5 doelpunten
- Porta
- S. Varela

3 doelpunten
- Barrios
- Baudo Franco

- L. E. Castro
- Bibiano Zapirain

2 doelpunten
- E. García
- Perucca
- Amorim
- Patesko

- Zizinho
- Domínguez
- Jiménez

- Aveiro
- Fernández
- Ciocca

1 doelpunt
- Heredia
- Pedernera
- Sandoval
- Cláudio
- Servílio
- Tim
- Armingol

- Contreras
- Alcívar
- Alvarez
- Ibarrola
- Migno
- Sánchez
- L. Guzmán

- Quiñónez
- Magallanes
- Chirimini
- Gambetta
- O. Varela

1916 · 
1917 · 
1919 · 
1920 · 
1921 · 
1922 · 
1923 · 
1924 · 
1925 · 
1926 · 
1927 · 
1929 · 
1935 · 
1937 · 
1939 · 
1941 · 
1942 · 
1945 · 
1946 · 
1947 · 
1949 · 
1953 · 
1955 · 
1956 · 
1957 · 
1959 · 
1959 · 
1963 · 
1967 · 
1975 · 
1979 · 
1983 · 
1987 · 
1989 · 
1991 · 
1993 · 
1995 · 
1997 · 
1999 · 
2001 · 
2004 · 
2007 · 
2011 · 
2015 · 
2016 ·
2019 ·
2021 ·
2024